# Dido (Texas)
Dido é uma cidade-fantasma do condado de Tarrant, no Texas, localizada 25 km a noroeste de Fort Worth.

## História
Dido foi fundada em 1848 e seu nome é uma homenagem ao mito de Dido, rainha de Cartago. O primeiro correio da cidade foi inaugurado por volta de 1850, o que oficializou a criação da cidade.
Em 1894, o Dr. Isaac Van Zandt, um físico pioneiro e um Confederado veterano, fez a doação de um pequeno terreno para que construíssem a escola, a igreja e o cemitério de Dido.

## Decadência
A cidade, assim como muitas outras cidades fantasmas do Texas, foi ignorada pelo sistema ferroviário durante o crescimento da empresa Texas and Pacific Railway nos anos 1890. De repente, a cidade se tornou obsoleta com muitos habitantes se mudando para cidades próximas, principalmente para Saginaw.

## Outras informações
A Igreja Metodista de Dido, que é a igreja mais antiga do condado de Tarrant, funciona até os dias de hoje e mantém algumas atividades sociais, como um clube de mulheres e o quadro de avisos.

## Geografia
Dido está entre dois grandes empreendimentos: Fort Worht e o Aeroporto Alliance.
A cidade está localizada ao longo da Rodovia Morris Dido Newark e da Rodovia Dido Hicks, na orla do Lago Eagle Mountain. Saginaw, Pecan Acres, Avondale, Newark, Eagle Mountain e Haslet são algumas das cidades mais próximas.